# Monica Heller
Monica Heller (juin 1955) est une linguiste et anthropologue canadienne. Elle est professeure à l'université de Toronto et a été présidente de l'American Anthropological Association (AAA) de 2013 à 2015.

## Biographie
Heller est née en 1955, à Montréal, au Canada. Son père était un neurologue et sa mère, une sociologue médicale. La signification politique de l'usage du français et de l'anglais au Québec dans les années 1960 a mené à son intérêt pour la langue et son influence sur la société. Elle a été au Swarthmore College à Swarthmore, en Pennsylvanie, a obtenu un baccalauréat ès arts en sociologie et en anthropologie (mineure de linguistique) avec les honneurs en 1976. Elle a obtenu son doctorat en linguistique à l'université de Californie à Berkeley, en 1982.

## Carrière universitaire
Actuellement, elle est professeure au Ontario Institute for Studies in Education (OISE) de l'université de Toronto, dans le département des sciences humaines, sciences sociales et justice sociale en éducation avec une nomination conjointe au département d'anthropologie. Ses recherches ont porté sur le rôle de la langue dans la construction sociale de la différence et de l'inégalité sociale, en particulier le Canada francophone, et de recherches comparatives en Europe de l'Ouest. À l'aide d'une approche politique et économique, elle a suivi les changements dans les idéologies de la langue, de la nation et de l'État, et a porté sur les processus de la linguistique, de la marchandisation de la mondialisation de l'économie, avec l'émergence d'idéologies post-nationales sur la langue et l'identité.
Elle a été professeure invitée dans des universités au Brésil, en Belgique, en Allemagne, en France, en Espagne et en Finlande, ainsi que membre du Freiburg Institute for Advanced Studies à l'Albert-Ludwigs-Universität Freiburg en Allemagne. Elle dispose également d'un poste dans le département d'études françaises de l'université de Moncton. De 2007 à 2012, elle a servi en tant que rédactrice en chef adjointe du Journal of Sociolinguistics.

## American Anthropological Association
Heller était vice-présidente au programme pour les assemblées annuelles 2010 de l'American Anthropological Association à la Nouvelle-Orléans. Elle a servi comme vice-présidente de l'association pour la période 2011-2013. En novembre 2013, elle devient présidente. Elle est l'une des rares chercheuses non-américaines de l'institution à diriger l'AAA dans l'histoire de l'organisation.

## Honneurs et récompenses
- 1998 bourses de recherche Connaught de l'université de Toronto[3]
- 2001 bourse de recherche Konrad Adenauer, Alexander von Humboldt-Stiftung (Allemagne)
- 2001 membre de la délégation  officielle lors de visite d'état de la Gouverneure Générale du Canada en Allemagne
- 2005 membre de la Société Royale du Canada
- 2011 prix du président de l'American Anthropological Association

## Livres
- 1988 (ed.) Codeswitching: Anthropological and Sociolinguistic Perspectives, Berlin: Mouton de Gruyter.  (ISBN 9783110113761)
- 1994 Crosswords: Language, Ethnicity and Education in French Ontario. Berlin: Mouton de Gruyter.  (ISBN 9783110885941)
- 2001 Voices of Authority: Education and Linguistic Difference. Westport CT: Ablex. Monica Heller and Marilyn Martin-Jones
- 2002 Éléments d’une sociolinguistique critique. Paris: Didier.  (ISBN 9782278053025)

[2023 mise à jour] Éléments d’une sociolinguistique critique. Paris: ENS éditions. 
- 2003 Discours et identités : la francité canadienne entre modernité et mondialisation (with Normand Labrie) Cortil-Wodon [Belgique] : Éditions modulaires européennes : InterCommunications.  (ISBN 9782930342351)
- 2006 Linguistic Minorities and Modernity: A Sociolinguistic Ethnography (2e édition). London: Continuum  (ISBN 9781441105257). Selon WorldCat, ce livre est disponible dans 710 bibliohtèques[5] (First edition 1999, London: Longman.  (ISBN 9780582279483))
- 2007 (ed.) Bilingualism: A Social Approach. London: Palgrave Macmillan.  (ISBN 9781403996787)
- 2007 Discourses of Endangerment: Ideology and Interest in the Defense of Languages. (with Alexandre Duchêne) London: Continuum.  (ISBN 9781847063229) According to WorldCat, the book is held in 688 libraries [6]
- 2011 Paths to Postnationalism: A Critical Ethnography of Language and Identity. Oxford: Oxford University Press. Monica Heller, with Mark Campbell, Phyllis Dalley, and Donna Patrick  (ISBN 9780199746866)
- 2012 (ed.) Language in Late Capitalism: Pride and Profit. (with Alexandre Duchêne) London: Routledge.  (ISBN 9780415888592)